# Encuentro de León Magno con Atila
El encuentro de León Magno con Atila es un fresco del artista Rafael Sanzio, aunque se nota en esta obra la mano de sus ayudantes Panni y Giulio Romano. Fue pintado en 1513- 1514. Tiene una anchura en la base de 750 cm. Es uno de los frescos de la Sala de Heliodoro (Stanza di Eliodoro), una de las habitaciones que hoy en día son conocidas como las estancias de Rafael, ubicadas en el Palacio Apostólico de la Ciudad del Vaticano y que forman parte de los Museos Vaticanos. 
Representa el triunfo de la Iglesia, representada por el papa León el Grande, frente a los bárbaros, en ese caso, Atila, que amenazaban su propia sede en el año 452. El papa lleva una escolta de cardenales a caballo y logra la retirada de los hunos en el río Mincio, cerca de Mantua. Incluye las figuras legendarias de san Pedro y san Pablo en el cielo sosteniendo espadas. Esta representación de la Liberator Romae es una clara alusión a las luchas del Papado contra Francia.
Es interesante constatar que Rafael representó primero a León I con la cara del papa Julio II, con barba, pero después de la muerte de éste, Rafael cambió la pintura para que se asemejara al nuevo papa, León X.
En segundo plano, a la derecha, aparece una agitada multitud que transmite dinamismo al cuadro. Atila se encuentra en el caballo negro, casi en el centro del cuadro (es difícil de distinguir por cómo está trabajada la composición, con grandes contrastes que generan las diferentes actitudes y posturas del séquito de Atila) y se ve sorprendido por la presencia de los príncipes de los apóstoles, San Pedro y San Pablo. Wölfflin considera que esta obra no la hizo Rafael por la diferencia que muestra con las demás composiciones de la Stanzia di Eliodoro.
El cromatismo está limitado, básicamente, al rojo, el amarillo y el marrón.